# Хребет дьявола
«Хребет дьявола» (исп. El espinazo del diablo) — испано-мексиканский фильм 2001 года мексиканского режиссёра Гильермо дель Торо.

## Описание
Это первый фильм задуманной трилогии дель Торо («Хребет дьявола» (2001), «Лабиринт фавна» (2006), «3993» (планировался к выходу в 2009 году, но так и не был снят). Сценарий был написан дель Торо ещё во время учёбы в колледже, более чем за 15 лет до съёмок, на основе личных переживаний и воспоминаний Гильермо. Фильм получил Гран-при на кинофестивале в Амстердаме за лучший европейский фантастический фильм, а также был удостоен региональной премии MTV по Латинской Америке. Премьерный показ состоялся 20 апреля 2001 года в Испании. В России фильм вышел лишь 1 февраля 2007 года, ограниченным числом копий, на волне успеха другого фильма режиссёра — «Лабиринт фавна». Сам режиссёр называл[когда?] этот фильм лучшим своим творением.

## Сюжет
Действие фильма разворачивается в Испании, в 1939 году, на исходе Гражданской войны. Коммунист, друг и однополчанин погибшего отца тринадцатилетнего Карлоса, спасаясь от франкистов, оставляет мальчика в приюте «Санта-Люсия», откуда до ближайшего города день ходьбы. Доктор Касарес и одинокая директриса Кармен, люди в возрасте, также испытывают сочувствие к республиканцам. В их сейфе хранится золото, которое хочет выкрасть бывший воспитанник Хасинто, продолжающий жить в приюте вместе со своей невестой Кончитой, ради этой цели ставший любовником Кармен.
По ночам по коридорам бродит призрак мальчика Санти, пропавшего в ночь бомбардировки, о которой теперь напоминает торчащая из земли посреди двора неразорвавшаяся бомба. Карлос, которому приходится отстаивать своё место и право в противостоянии с хулиганом Хайме, самым старшим в приюте мальчиком, вскоре выясняет, что от него хочет призрак.
Хайме также посвящён в тайну смерти Санти: он своими глазами видел, как Хасинто толкнул Санти, когда мальчик застукал его за попыткой взломать сейф, в результате чего тот ударился головой об угол; после содеянного Хасинто связал Санти и бросил в колодец в подвале. Призрак Санти попросил Карлоса привести к нему Хасинто, чтобы отомстить.
Будучи в городе, Касарес видит казнь схваченных франкистами друзей, и, опасаясь, что вскоре очередь может дойти и до них, принимает решение полностью эвакуировать приют. Хасинто требует отдать ему золото, и разгневанная директриса выгоняет его. Но совсем скоро Хасинто возвращается, чтобы поджечь приют, от чего гибнут большинство детей, директриса и учителя. Доктор Касарес получает сильные увечья. Хасинто вместе со своими дружками убивает спешащую за помощью в город Кончиту, когда та отказывается присоединиться к нему. Мальчикам в одиночку, без взрослых, одними только заострёнными палками приходится противостоять вооружённой банде Хасинто, возвратившейся за золотом. Но никакого золота в беспорядке пожара найти не удаётся, поэтому союзники Хасинто покидают его.
Золото всё же найдено, и Хасинто спешно набивает слитками карманы, намереваясь убить всех семерых оставшихся в живых мальчиков. К счастью, им удаётся улучить момент и завлечь Хасинто в подвал, где они забивают его палками и сталкивают в бассейн к Санти. Фильм заканчивается сценой, когда измученные, искалеченные мальчики отправляются в долгий путь в город. Касарес даёт своё определение слову «призрак». Заканчивает словами: «Призрак — это я».

## В ролях
| Актёр                | Роль    |
| -------------------- | ------- |
| Эдуардо Норьега      | Хасинто |
| Мариса Паредес       | Кармен  |
| Федерико Луппи       | Касарес |
| Фернандо Тьельве     | Карлос  |
| Иньиго Гарсес        | Хайме   |
| Ирене Виседо         | Кончита |
| Хосе-Мануэль Лоренцо | Марсело |
| Хунио Вальверде      | Санти   |

## Награды
Фильм был удостоен шести наград (МКФ в Амстердаме за лучший европейский фантастический фильм, Кинофестиваль в Жерармере (Франция) за режиссуру, премия Фернандо Тьелве как лучшему юному актёру) и семи номинаций на награды («Гойя» за костюмы и спецэффекты, «Плата» — Эдуардо Норьега как лучшему актёру).